# Гаджиев, Эльджан Ариф оглы
Эльджан Ариф оглы Гаджиев (азерб. Elcan Arif oğlu Hacıyev; род. 29 апреля 2002) — азербайджанский дзюдоист, член национальной сборной Азербайджана по дзюдо, чемпион Европы 2024 года, бронзовый призёр чемпионата мира 2025 года, чемпион Азербайджана (2023). Выступает в весовой категории до 90 кг.

## Биография
Эльджан Гаджиев родился 29 апреля 2002 года.
В 2021 году Гаджиев завоевал бронзовую медаль на юниорском чемпионате мира в итальянском Олбии. В этом же году он завоевал бронзовую медаль на турнире Большого шлема в Баку в весовой категории до 81 кг.
В следующем году Эльджан Гаджиев завоевал бронзовую медаль на турнире Большого шлема в Тбилиси. Также в 2022 году Гаджиев завоевал бронзовую медаль на чемпионате мира среди юниоров в Гуаякиле, а также завоевал титул чемпиона Европы среди юниоров в Праге, одолев в финале Брайта Маддалони Носа из Италии.

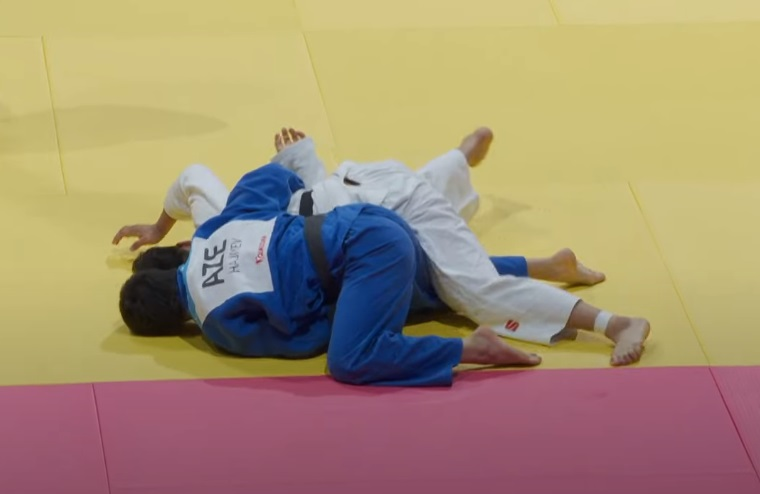
Гаджиев (в синем кимоно) проводит удержание (осаэкоми вадза) в решающей встрече за бронзу командного турнира на летней Универсиаде 2021 года в Чэнду

В январе и июне 2023 года Гаджиев завоевал серебряную медаль на Гран-при в Португалии и бронзу на аналогичном турнире в Душанбе соответственно. В июле этого же года на летней Универсиаде в Чэнду завоевал бронзу в командном турнире, где в схватке за бронзу была одержана победа над сборной Монголии. В декабре 2023 года Гаджиев выиграл золото на чемпионате Азербайджана, одолев в финале Вугара Талыбова.
В январе 2024 года Гаджиев завоевал бронзовую медаль на Гран-при в Португалии. В этом же году он завоевал серебряную медаль на турнирах Большого шлема в Париже и Тбилиси. На тбилисском турнире Гаджиев в финальной встрече с олимпийским чемпионом грузином Лашей Бекаури получил травму (у него был вывихнут палец на ноге). После турнира Большого шлема в Тбилиси Гаджиев с 2260 очками поднялся на 8 строчек по версии Международной федерации дзюдо, расположившись на 23-м месте.
В апреле 2024 года на чемпионате Европы в Загребе Гаджиев выиграл золотую медаль в весовой категории до 90 кг. На этом чемпионате Гаджиев 1/4 финала одолел действующего олимпийского чемпиона Лашу Бекаури из Грузии, а в финале выиграл у бронзового призёра Олимпиады в Токио венгра Кристиана Тота. В мае этого же года выиграл бронзу на турнире Большого шлема в Астане.
В мае 2024 года Гаджиев выступил на чемпионате мира в Абу-Даби, где в первом поединке победил Эдуарда Триппеля из Германии, но затем проиграл бразильцу Рафаэлу Мачедо. В конце мая, некоторое время спустя после чемпионата мира, Международная федерация дзюдо опубликовала последний олимпийский рейтинг. Согласно этому рейтингу от Азербайджана в весовой категории до 90 кг право выступить на Олимпиаде получили Эльджан Гаджиев и Мурад Фатиев. Окончательный состав сборной Азербайджана по дзюдо на Олимпийские игры 2024 в Париже определился 1 июля. Было решено отправить на игры Гаджиева.
В мае 2025 года выиграл турнир Большого шлема в Душанбе, одолев в финале своего сокомандника Вугара Талыбова. В июне 2025 года на чемпионате мира в Будапеште в весовой категории до 90 кг завоевал бронзовую медаль. В схватке за третье место одолел соперника из Эстонии Клена Кристофера Кальюлайда.